# Simyra pallens
Simyra pallens är en fjärilsart som beskrevs av Jan Sepp 1777. Simyra pallens ingår i släktet Simyra och familjen nattflyn. Inga underarter finns listade i Catalogue of Life.